# Jorma Panula
Jorma Panula   (Kauhajoki, 10 d'agost de 1930) és un director d'orquestra finlandès. Ha estat mentor de molts directors finlandesos i altres, com Esa-Pekka Salonen, Mikko Franck, Matthias Manasi, Markus Poschner, Sakari Oramo, Jukka-Pekka Saraste, i Osmo Vänskä.

## Carrera
Panula va néixer a Kauhajoki. Va estudiar música i direcció religiosa a l'Acadèmia Sibelius. Entre els seus professors hi havia Leo Funtek, Dean Dixon, Albert Wolff i Franco Ferrara. A part de la direcció, ha compost una gran varietat de música. Les seves òperes Jaakko Ilkka i la Òpera del Riu van establir un nou gènere anomenat "òpera de performance", que fusionava música, art visual i art de la vida quotidiana. Les altres composicions de Panula inclouen musicals, música eclesiàstica, un concert per a violí, capricci de jazz i nombroses peces de música vocal.
Panula va ser el director artístic i director principal de l'Orquestra Filharmònica Turku del 1963 al 1965, de l'Orquestra Filharmònica de Hèlsinki del 1965 al 1972 i de l'Aarhus Symphony Orchestra del 1973 al 1976. També ha dirigit la seva pròpia òpera Jaakko Ilkka a l'Òpera Nacional de Finlàndia.
Panula ha estat professor de direcció a l'Acadèmia Sibelius d'Helsinki del 1973 al 1994 i al "Royal College of Music" d'Estocolm i a la "Royal Danish Academy of Music de Copenhaguen"". Com a pedagog, Panula ha estat professor i mentor de molts directors finlandesos i altres, inclosos Esa-Pekka Salonen, Markus Poschner, Matthias Manasi, Mikko Franck, Sakari Oramo, Jukka-Pekka Saraste, Osmo Vänskä, Daniel Raiskin i Dalia Stasevska.
Ha impartit cursos de direcció a tot el món, com a París, Londres, Amsterdam, Moscou, Nova York, Tanglewood, Aspen, Ottawa i Sydney. Panula va figurar com una de les "60 persones més poderoses de la música" que apareix al número de novembre de 2000 de la BBC Music Magazine. Panula va ser guardonat amb el premi Rolf Schock el 1997. Va dirigir l'Orquestra Simfònica de la Ciutat de Hèlsinki en l'estrena el desembre de 1971 de la primera simfonia d'Aulis Sallinen.
Al març del 2014, Panula va causar controvèrsia en una entrevista televisiva finlandesa amb comentaris que denigraven la capacitat de les dones per dirigir compositors particulars i que les dones eren adequades per dirigir una música "prou femenina", com Debussy, però que no eren adequades per a dirigir Bruckner. Va afirmar que "les dones [conductores]... Per descomptat, ho intenten! Algunes d'elles estan fent cares, suant i fent xivarri, però no millora - només pitjor... No és un problema - si trien el correcte Si prenen música més femenina... Aquesta és una qüestió purament biològica". Altres directors, com el seu antic alumne Salonen, van respondre críticament a les declaracions de Panula.